# الروضة (الزاهر)

تعديل مصدري - تعديل

الروضة هي إحدى قرى عزلة الزاهر بمديرية الزاهر التابعة لمحافظة البيضاء، بلغ تعداد سكانها 569 نسمة حسب تعداد اليمن لعام 2004.